# Crazy Love (Fernsehserie)
Crazy Love (koreanischer Originaltitel: 크레이지 러브; RR: Keu-re-i-ji Leo-beu) ist eine südkoreanische Dramaserie, die von Arc Media umgesetzt wurde. In Südkorea fand die Premiere der Serie am 7. März 2022 auf KBS2 statt. Im deutschsprachigen Raum erfolgte die Erstveröffentlichung der Serie am 24. Mai 2023 durch Disney+ via Star als Original.

## Handlung
Noh Go-jin, der Geschäftsführer von GOTOP Education und ein mathematisches Genie mit einem IQ von 190, erhält eine Morddrohung. Nach einem schweren Autounfall mit anschließender Fahrerflucht gibt er vor, unter Amnesie zu leiden, um den Täter im Geheimen zu suchen und zu fassen. Währenddessen gibt sich seine Sekretärin Lee Shin-a, bei der eine unheilbare Krankheit diagnostiziert wurde und der nicht mehr viel Zeit bleibt, als seine Verlobte aus, um sich an ihm zu rächen, weil Go-jin sie stets schlecht behandelt hat. Doch das Blatt wendet sich, als gewisse Geheimnisse ans Licht kommen – und ihre ziemlich verrückte Romanze beginnt!

## Besetzung
| Rolle          | Schauspieler |
| -------------- | ------------ |
| Noh Go-jin     | Kim Jae-wook |
| Lee Shin-a     | Krystal Jung |
| Oh Se-gi       | Ha Jun       |
| Baek Soo-young | Yoo In-young |
| Park Yang-tae  | Im Won-hee   |
| Kang Min       | Lee Si-eon   |

## Episodenliste
| Nr. | Deutscher Titel | Originaltitel | Erstausstrahlung (Südkorea) | Deutschsprachige Erstveröffentlichung (D/A/CH) |
| --- | --------------- | ------------- | --------------------------- | ---------------------------------------------- |
| 1   | Folge 1         | 1회           | 7. März 2022                | 24. Mai 2023                                   |
| 2   | Folge 2         | 2회           | 8. März 2022                | 24. Mai 2023                                   |
| 3   | Folge 3         | 3회           | 14. März 2022               | 24. Mai 2023                                   |
| 4   | Folge 4         | 4회           | 15. März 2022               | 24. Mai 2023                                   |
| 5   | Folge 5         | 5회           | 21. März 2022               | 24. Mai 2023                                   |
| 6   | Folge 6         | 6회           | 22. März 2022               | 24. Mai 2023                                   |
| 7   | Folge 7         | 7회           | 28. März 2022               | 24. Mai 2023                                   |
| 8   | Folge 8         | 8회           | 29. März 2022               | 24. Mai 2023                                   |
| 9   | Folge 9         | 9회           | 4. Apr. 2022                | 24. Mai 2023                                   |
| 10  | Folge 10        | 10회          | 5. Apr. 2022                | 24. Mai 2023                                   |
| 11  | Folge 11        | 11회          | 11. Apr. 2022               | 24. Mai 2023                                   |
| 12  | Folge 12        | 12회          | 12. Apr. 2022               | 24. Mai 2023                                   |
| 13  | Folge 13        | 13회          | 18. Apr. 2022               | 24. Mai 2023                                   |
| 14  | Folge 14        | 14회          | 19. Apr. 2022               | 24. Mai 2023                                   |
| 15  | Folge 15        | 15회          | 25. Apr. 2022               | 24. Mai 2023                                   |
| 16  | Folge 16        | 16회          | 26. Apr. 2022               | 24. Mai 2023                                   |